# Gruesome Gertie

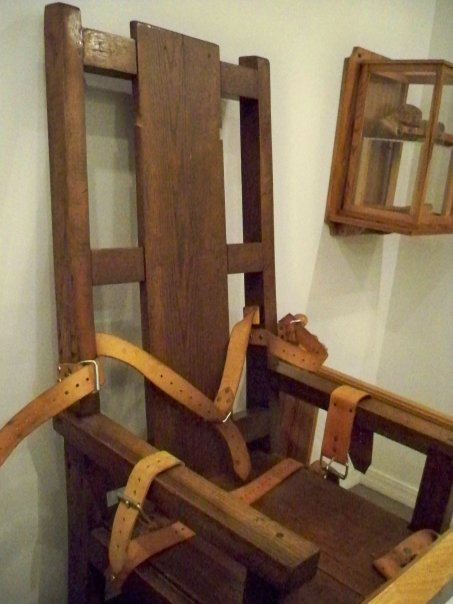
krzesło elektryczne Gruesome Gertie

Gruesome Gertie (z ang. Straszna/Makabryczna/Okropna Gertie) to przydomek, jaki więźniowie cel śmierci w amerykańskim stanie Luizjana nadali krzesłu elektrycznemu, które funkcjonowało tam w latach 1941–1961 oraz 1983–1991.

## Historia
Do roku 1940 jedyną metodą pozbawiania życia w majestacie prawa było powieszenie. Tegoż roku legislatura Luizjany ustanowiła zastąpienie szubienicy krzesłem elektrycznym, także jako jedyną metodą. Pierwsza egzekucja odbyła się w Livingston Parish Jail dnia 11 września 1941, kiedy stracono  Eugene'a Johnsona. Ostatni wyrok przed zawieszeniem NWK wykonano 9 czerwca 1961, kiedy stracono Jesse Fergusona. Od roku 1957 wszystkie wyroki wykonywano w Louisiana State Penitentiary (znanym jako Angola Prison).
Po przywróceniu NWK pierwszy wyrok na Gruesome Gertie wykonano 14 grudnia 1983, kiedy stracony został Robert W. Williams. Ostatni wyrok na krześle wykonano 22 lipca 1991 (Andrew Lee Jones).
Obecnie Gruesome Gertie znajduje się w muzeum w Angoli (więzieniu).

## Niektóre słynne egzekucje
- Toni Jo Henry (28 listopada 1942), jedyna kobieta stracona na krześle w tym stanie i ostatnia jak do tej pory w Luizjanie
- Willie Francis (9 maja 1947)
Jego egzekucja stała się przedmiotem sprawy przed Sądem Najwyższym, który orzekł, iż można, w wyniku nieudanej próby egzekucji, wykonać ją po raz drugi. Pierwsza próba stracenia Francisa dn. 3 maja 1946 zakończyła się fiaskiem
- Elmo Patrick Sonnier (5 kwietnia 1984, zobacz poniżej)

## W kulturze
- Gruesome Gertie "występuje" w filmie Czekając na wyrok, w czasie sceny egzekucji w prawdziwej komorze śmierci w Angoli
- W powieści Stephena Kinga Zielona mila, której akcja dzieje się w roku 1932 (w filmie w 1935) Luizjana używała krzesła elektrycznego zwanego "Old Sparky" (Stara Iskrówa), podczas gdy naprawdę w tym stanie zaczęto używać tej metody dopiero w latach 40.
- Egzekucja Elmo Patricka Sonniera stała się tematem głośnej książki siostry Helen Prejean "Dead Man Walking", na której podstawie nakręcono film pod tym samym tytułem (pol. Przed egzekucją) z Susan Sarandon i Seanem Pennem w rolach głównych